# Mortal – Mut ist unsterblich
Mortal – Mut ist unsterblich (Originaltitel Torden) ist ein Film von André Øvredal, der im Februar 2020 in die norwegischen Kinos kam. In dem Fantasyfilm, der von der nordischen Mythologie inspiriert ist, entdeckt ein junger Mann namens Eric, gespielt von Nat Wolff, dass er gottähnliche Kräfte hat, die von seinen Vorfahren stammen.

## Handlung
Ein junger Mann namens Eric entdeckt, dass er gottähnliche Kräfte besitzt, wie sie aus der alten norwegischen Mythologie bekannt sind. Als er sich in der Wildnis Westnorwegens versteckt, tötet er versehentlich und auf unerklärliche Weise einen Teenager und wird anschließend festgenommen. Bevor er verhört wird, trifft er Christine, eine junge Psychologin, die versucht herauszufinden, was wirklich passiert ist. Sie glaubt Eric und empfindet Sympathie für den jungen Mann. Als die US-amerikanische Botschaft Erics Auslieferung fordert, verhilft ihm Christine zur Flucht. Der Konflikt mit den norwegischen Behörden entfesselt weitere mystische Kräfte in Eric und setzt Blitz und Donner für sich ein. Doch schwächt dies Eric sehr und er muss mit starken Verbrennungen in eine Klinik, wo er sich aber sehr schnell erholt und seine Fähigkeiten zur Rettung eines totgeglaubten Jungen einsetzt. So entdeckt Eric schließlich, was er wirklich ist: Ein Nachfahre Thors. Als ihm Thors Hammer in die Hände gelangt, spürt er, wie der Hammer ihn beschützt, und er kann sich gegen die eintreffenden Soldaten erfolgreich zur Wehr setzen. Da jedoch versehentlich Christine getötet wird, entfacht dies Erics Zorn. Das Ende des Films bleibt offen.

## Produktion

### Stab und Besetzung

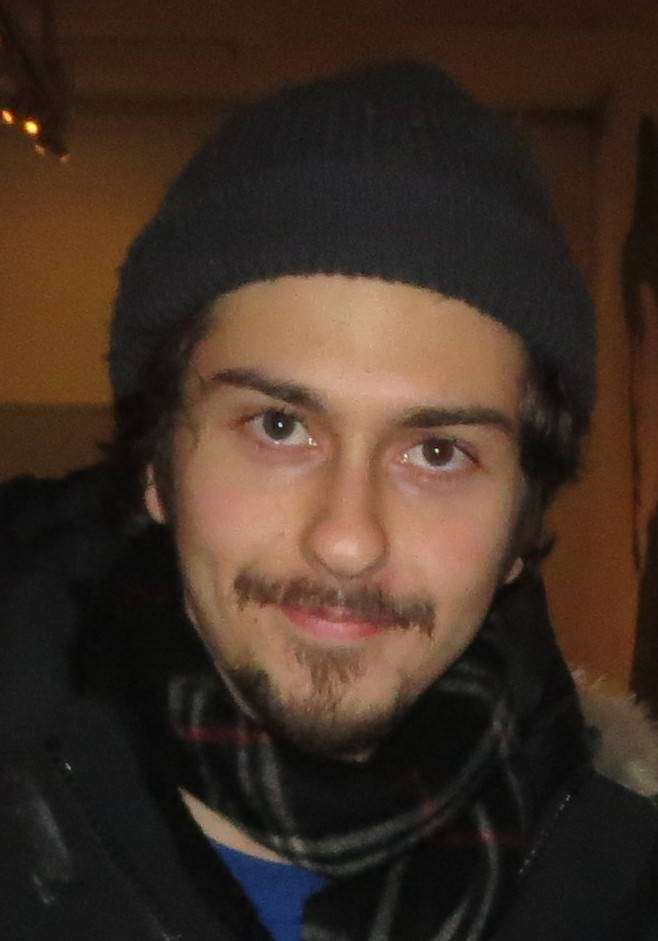
Nat Wolff spielt in der Hauptrolle den amerikanischen Rucksacktouristen Eric

Regie führte André Øvredal, der sich bereits bei seinem letzten Film mit der nordischen Mythologie beschäftigte. Nach seinem Film Trollhunter sprach Øvredal mit einem Produzenten darüber, wie man für diesen eine Art Nachfolgefilm realisieren könnte. Von Anfang 2012 bis 2014 hatte er selbst an dem Drehbuch, der Idee und dem Konzept gearbeitet und schließlich Geoff Bussetil ins Boot geholt. Ebenfalls am Drehbuch beteiligt war Norman Lesperance.
Nat Wolff spielt in der Hauptrolle Eric. Iben Akerlie übernahm die Rolle der Psychologin Christine, Priyanka Bose spielt Hathaway, und Arthur Hakalahti ist in der Rolle von Ole zu sehen. Per Frisch spielt den Polizeichef Henrik.

### Dreharbeiten
Im Sommer 2019 entstanden drei bis vier Wochen lang Aufnahmen in den Fjorden an der Westküste Norwegens. Hiernach erfolgten Innenaufnahmen und Aufnahmen der Waldlandschaften in und um Oslo. Schließlich drehte man etwa eine Woche lang in einem Studio in Tschechien die Szenen in Autos, die Unterwasserszene und den Hubschrauberabsturz. Hier hatten Szenenbildner ein Hubschraubermodell gebaut. Zu der Hängebrücke über den Hardangerfjord, die in einer zentralen Szene des Films zu sehen ist und sich zwischen Bergen und Oslo befindet, sagte Øvredal, diese sei länger als die Golden Gate Bridge. Sie wurde für die Dreharbeiten gesperrt. Als Kameramann fungierte Roman Osin, mit dem Øvredal auch für seinen letzten Film Scary Stories to Tell in the Dark zusammenarbeitete.

### Veröffentlichung
Der Film kam im Februar 2020 in die norwegischen Kinos.

## Rezeption

### Altersfreigabe
In den USA erhielt der Film von der MPAA ein R-Rating, was einer Freigabe ab 17 Jahren entspricht.

### Kritiken

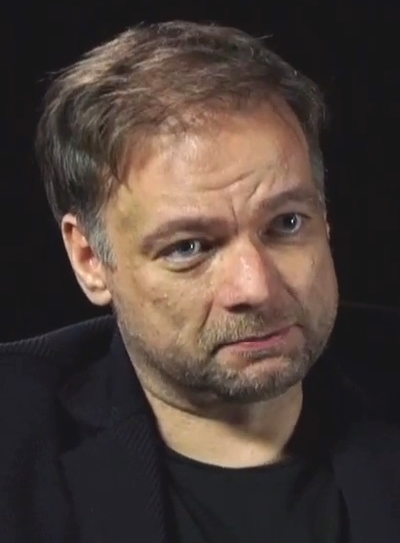
Regisseur André Øvredal

Der Film erhielt bislang gemischte Kritiken. Von 36 Kritikern gaben 56 % ein positives Urteil. Die durchschnittliche Bewertung liegt bei 5,7/10.

### Auszeichnungen
Amanda Awards 2020
- Nominierung für die Besten visuellen Effekte (Stephen Coren und Arne Kaupang)
- Nominierung für die Beste Filmmusik (Marcus Paus)[8]